# バンド・クラシックス・ライブラリー
バンド・クラシックス・ライブラリーは、吹奏楽のいろいろな曲をまとめたCDである。
一般に吹奏楽においては現在も新しい作品が次々に生み出され演奏されている状況にある。このアルバムは“クラシック”と銘打っているがいわゆる古典という位置づけではなく、現在ではあまり演奏される機会がなかったり録音が少なかったりする比較的古い作品を中心に、かつて中学校や高校の吹奏楽部などで盛んに取り上げられ広く親しまれた吹奏楽曲を新しい録音で収録するというコンセプトで制作されている。
演奏は広島ウインドオーケストラ、指揮は木村吉宏と三原丹、CDはブレーンから出されている。第7弾から第10弾までは日本人作品になっている。
第12弾をもってシリーズ第1部が完結した。

## 収録曲

### 春の猟犬
- 序曲「春の猟犬」／アルフレッド・リード
- 朝鮮民謡の主題による変奏曲／ジョン・バーンズ・チャンス
- マナティ・リリック序曲／ロバート・シェルドン
- シンフォニア・ノビリッシマ／ロバート・ジェイガー
- ロマネスク／ジェームズ・スウェアリンジェン
- アパラチアン序曲／ジェームズ・バーンズ
- 海の歌／レックス・ミッチェル
- セイント・アンソニー・ヴァリエーション／ウィリアム・ヒル

### アルヴァマー
- アルヴァマー序曲／ジェームズ・バーンズ
- ラプソディック・エピソード（狂詩的挿話）／チャールズ・カーター
- 聖歌と祭り／フランシス・マクベス
- 大草原の歌／レックス・ミッチェル
- 第2組曲「ラテン・メキシコ風」／アルフレッド・リード
  1. ソン・モントゥーノ
  2. タンゴ（サルガッソー・セレナード）
  3. グァラチャ
  4. パソ・ドブレ（ア・ラ・コリダ！）
- フェスティーヴォ／ヴァーツラフ・ネリベル
- 序曲 祝典／フランク・エリクソン
- センチュリア／ジェームズ・スウェアリンジェン

### ノヴェナ
- 狂詩曲「ノヴェナ」／ジェームズ・スウェアリンジェン
- 序奏とファンタジア／レックス・ミッチェル
- ジュビラント序曲／アルフレッド・リード
- チェスター序曲／ウィリアム・シューマン
- ウェールズの歌／オリヴァー・デイビス
- マスク／フランシス・マクベス
- コラールとカプリチオ／シーザー・ジョバンニーニ
- 序奏とカプリス／チャールズ・カーター
- 呪文と踊り／ジョン・バーンズ・チャンス

### ランドマーク
- ランドマーク序曲／ジム・アンディ・コーディル
- シンフォニック・プレリュード／アルフレッド・リード
- アメリカン・サリュート／モートン・グールド
- スターフライト序曲／レックス・ミッチェル
- チェスフォード・ポートレート／ジェームズ・スウェアリンジェン
- 交響的断章／ヴァーツラフ・ネリベル
- グリーンスリーブス／イングランド民謡 （編曲:アルフレッド・リード）
- 吹奏楽のための第1組曲／アルフレッド・リード
  1. マーチ
  2. メロディー
  3. ラグ
  4. ギャロップ

### バンドのための民話
- バンドのための民話／ジム・アンディー・コーディル
- イーグルクレスト序曲／ジェームズ・バーンズ
- クィーンシティ組曲／チャールズ・カーター
  1. ファンファーレとプロセッショナル
  2. グラス・ルーツ
  3. ハーヴェスト・ジュビリー
- 海の肖像／ホマー・ラガッシー
- ページェントリー序曲／ジョン・エドモンソン
- コヴィントン広場／ジェームズ・スウェアリンジェン
- 献呈序曲／クリフトン・ウィリアムズ
- エル・カミーノ・レアル／アルフレッド・リード

### 音楽祭のプレリュード
- 音楽祭のプレリュード／アルフレッド・リード
- 第3組曲／ロバート・ジェイガー
  1. マーチ
  2. ワルツ
  3. ロンド
- インヴィクタ序曲／ジェームズ・スウェアリンジェン
- シェパーズ・ヘイ（羊飼いの踊り）／パーシー・グレインジャー（編纂:マーク・ロジャース）
- デリー地方のアイルランド民謡（ロンドンデリーの歌）／パーシー・グレインジャー（編纂:マーク・ロジャース）
- 交響的序曲／チャールズ・カーター
- 小組曲（4楽章）／アルフレッド・リード
  1. イントラーダ
  2. シチリアーナ
  3. スケルツォ
  4. ジーグ
- インスタント・コンサート／ハロルド・ワルターズ
- パガニーニの主題による幻想変奏曲／ジェームズ・バーンズ

### メトセラⅡ
- 吹奏楽のための抒情的「祭り」／伊藤康英
- シンフォニックバンドのための序曲／兼田 敏
- 吹奏楽のための小狂詩曲／大栗 裕
- 吹奏楽のためのインヴェンション第1番／内藤淳一
- サンライズ・マーチ／岩河三郎
- 幻想曲「幼い日の想い出」／藤田玄播
- シンフォニック・ファンファーレとマーチ／仲本政国
- 吹奏楽のためのノスタルジア／三上次郎
- 吹奏楽のための「木挽歌」／小山清茂
  1. テーマ
  2. 盆踊り
  3. 朝のうた
  4. フィナーレ
- メトセラⅡ 〜打楽器群と吹奏楽のために／田中 賢

### 天使ミカエルの嘆き
- シンフォニック・マーチ／斉藤正和（補作：上岡洋一）
- 風紋（課題曲版）／保科 洋
- 吹奏楽のためのファンタジー／夏田鐘甲
- 吹奏楽のためのラプソディー／外山雄三（編曲:藤田玄播）
- 「華」吹奏楽のために／田中 賢
- 瞑と舞／池上 敏
- 行進曲「オーバー・ザ・ギャラクシー」／斉藤高順
- カドリーユ／後藤 洋
- 吹奏楽のための土俗的舞曲／和田 薫
- ポップ・ステップ・マーチ／森田一浩
- 吹奏楽のための「天使ミカエルの嘆き」／藤田玄播

### アトモスフィア
- マーチ・オーパス・ワン／浦田健次郎
- フェリスタス／青木 進
- 北海変奏曲／伊藤康英
- 吹奏楽のためのバーレスク／大栗 裕
- 吹奏楽のための交響詩「波の見える風景」／真島俊夫
- 火の伝説／櫛田胅之扶
- イリュージョン／鵜沢正晴
- 日本民謡組曲「わらべ唄」／兼田 敏
  1. あんたがたどこさ
  2. 子守歌
  3. 山寺の和尚さん
- 吹奏楽のための練習曲／小林 徹
- 吹奏楽のための「アトモスフィア」／名取吾朗

### 大阪俗謡による幻想曲
- 白鳳狂詩曲／藤掛廣幸
- 吹奏楽のための「太神楽」／小山清茂
- シンフォニエッタ／三上次郎
- “祈りの曲”第一 哀悼歌／川崎 優
（広島市原爆死没者慰霊式並びに平和祈念式演奏曲）
- オーバチュア 5 リングス／三枝成章
- 南の空のトーテムポールⅡ 〜リラ〜 （2008年改訂版）／田中 賢
- 秋空に／上岡洋一
- 大阪俗謡による幻想曲／大栗裕
- 高度な技術への指標／河辺公一

### ジェリコ
- ファンファーレとアレグロ／クリフトン・ウィリアムズ
- サスカッチアンの山（ワパウェッカ）〜カナダ・インディアンの主題に基づくコンサート・バンドのための交響的狂詩曲／アルフレッド・リード
- サマセット・ラプソディ 作品21／グスタフ・ホルスト（編曲：クレア・グランドマン）
- スー族の旋律による変奏曲／ジェイムス・プロイハー
- 序曲「ティアラ」／フランク・コフィールド
- 序曲「イシターの凱旋」／ジョセフ・オリヴァドーティ
- 「ジェリコ」シンフォニック・バンドのためのラプソディー／モートン・グールド
- 岸辺のモリー／パーシー・グレインジャー

### ヒロイック・サガ
- ヒロイック・サガ／ロバート・ジェイガー
- アヴェンチューラ／ジェームズ・スウェアリンジェン
- バラの謝肉祭／ジョセフ・オリヴァドーティ
- カディッシュ／フランシス・マクベス
- オデッセイ序曲／ジム・アンディ・コーディル
- 西部の人たち／ハロルド・L・ワルターズ
- チェルシー組曲／ロナルド・ティルマン
  1. イントラーダ
  2. カンツォーネ
  3. アレグロ
- 古典序曲／フランソワ＝ジョセフ・ゴセック（編曲：リチャード・フランコ・ゴールドマン、ロジャー・スミス）
- アルメニアン・ダンス パート I／アルフレッド・リード